# Siebera
Siebera J.Gay, 1827 è un genere di piante angiosperme dicotiledoni della famiglia delle Asteraceae.

## Descrizione
Comprende piante erbacee di tipo monocarpico, non spinose e annuali. Nelle radici sono sempre presenti dei condotti resinosi, meno frequenti nelle parti aeree; mentre solamente nelle parti aeree sono presenti delle cellule latticifere.
Le foglie in genere sono basali e cauline. La lamina nella maggioranza dei casi è indivisa e semplice, vellutata di sotto. La disposizione lungo il caule è alternata.
Le infiorescenze (composte da capolini eterogami) sono scapose o di tipo variamente aggregato. I capolini, sottesi da piccoli verticili fogliari, contengono solo fiori tubulosi e sono formati da un involucro a forma più o meno cilindrica composto da brattee (o squame) disposte su più serie all'interno delle quali un ricettacolo fa da base ai fiori. Le squame dell'involucro, di tipo scarioso (quelle più interne sono lungamente lanceolate e subulate con appendici rosa o porpora; quelle mediane possiedono delle deboli spine; in quelle esterne le spine sono piccole e sono finemente tomentose), sono disposte in modo embricato. Il ricettacolo a protezione della base dei fiori è provvisto di squame scariose.
I fiori tubulosi sono tetra-ciclici (ossia sono presenti 4 verticilli: calice – corolla – androceo – gineceo) e pentameri (ogni verticillo ha 5 elementi). I fiori sono ermafroditi e actinomorfi. In alcune specie i fiori si distinguono sessualmente tra quelli periferici (sterili e bilabiati) e quelli centrali (ermafroditi).
- Formula fiorale:

- /x K {\displaystyle \infty }, [C (5), A (5)], G 2 (infero), achenio

- Calice: i sepali del calice sono ridotti ad una coroncina di squame.
- Corolla: la corolla in genere è colorata di porpora (ma anche rosso, rosa, violetto, bianco e raramente giallo). I lobi della corolla sono molto corti.
- Androceo: gli stami sono 5 con filamenti liberi, glabri e distinti, mentre le antere, provviste di corte appendici, sono saldate in un manicotto (o tubo) circondante lo stilo.[10]
- Gineceo: lo stilo è filiforme; gli stigmi dello stilo sono due divergenti. L'ovario è infero uniloculare formato da 2 carpelli.

Il frutto è un achenio con un pappo. Il pericarpo dell'achenio possiede delle sclerificazioni radiali spesso provviste di protuberanze. Gli acheni hanno delle forme strettamente oblungo-obconiche con superficie sericea. Il pappo formato da setole scariose (barbate o piumose) è inserito su una piastra apicale all'interno di una anello di tessuto parenchimatico. Le setole sono disposte su una o più serie e possono essere decidue.

## Biologia
- Impollinazione: l'impollinazione avviene tramite insetti (impollinazione entomogama tramite farfalle diurne e notturne).
- Riproduzione: la fecondazione avviene fondamentalmente tramite l'impollinazione dei fiori (vedi sopra).
- Dispersione: i semi (gli acheni) cadendo a terra sono successivamente dispersi soprattutto da insetti tipo formiche (disseminazione mirmecoria). In questo tipo di piante avviene anche un altro tipo di dispersione: zoocoria. Infatti le brattee dell'involucro possono agganciarsi ai peli degli animali di passaggio disperdendo così anche su lunghe distanze i semi della pianta.

## Distribuzione
Le specie di questo genere si trovano in Asia occidentale.

## Tassonomia
La famiglia di appartenenza di questa voce (Asteraceae o Compositae, nomen conservandum) probabilmente originaria del Sud America, è la più numerosa del mondo vegetale, comprende oltre 23.000 specie distribuite su 1.535 generi, oppure 22.750 specie e 1.530 generi secondo altre fonti (una delle checklist più aggiornata elenca fino a 1.679 generi). La famiglia attualmente (2021) è divisa in 16 sottofamiglie.
La tribù Cardueae (della sottofamiglia Carduoideae) a sua volta è suddivisa in 12 sottotribù (la sottotribù Xerantheminae è una di queste).

### Filogenesi
Il genere Siebera appartiene alla sottotribù Xerantheminae (tribù Cardueae, sottofamiglia Carduoideae). In precedenza il genere era descritto nel gruppo informale "Xeranthemum group" all'interno della sottotribù Carduinae.
Nell'ambito della sottotribù, da un punto di vista filogenetico, il genere di questa voce occupa una posizione vicina al "core" del gruppo insieme al genere Xeranthemum. Siebera è strettamente imparentato al genere Chardinia, occupano habitat simili nella regione Irano-Turanica e dal Tian Shan alla Turchia.
Il numero cromosomico delle specie di questo genere è: 2n = 20.

### Elenco delle specie
Comprende le seguenti 2 specie:
- Siebera nana (DC.) Bornm.
- Siebera pungens (Lam.) J.Gay ex DC.